# Tahoe Vista
Tahoe Vista est une census-designated place du comté de Placer, dans l'État de Californie, aux États-Unis,. En 2020, elle compte une population de 1 392 habitants.